# Diogo Ortiz de Vilhegas (1480-1544)
Diogo Ortiz de Vilhegas (Lisboa, cerca de 1480 - 4 de julho de 1544) foi um prelado português da Igreja Católica, o primeiro bispo de São Tomé e bispo de Ceuta e Primaz de África.

## Biografia
Nascido em Lisboa, provavelmente em 1480, era filho de Fernão Ortiz de Vilhegas, irmão de Diogo Ortiz de Vilhegas, que viria a ser Bispo de Marrocos, Ceuta e Viseu, etc, que lhe dera o Reguengo de Germinade e os Padroados de Carvalhais e de Santa Cruz da Trapa, perto de São Pedro do Sul, que ficaram sendo Solar da sua família em Portugal, e de sua mulher Brites Fernandes da Costa. Era irmão de Pedro Ortiz de Vilhegas, nascido em Serpa, sucessor na casa de seu pai, Cavaleiro da Ordem de Cristo, casado com Isabel Rodrigues de Castelo Branco, com geração.
Estudou Teologia em Paris, na Universidade de Paris.
Dom João III nomeou-o Deão da Capela Real por Carta de 13 de janeiro de 1522 e, por Carta de 12 de fevereiro de 1529, deu-lhe o cargo de Conselheiro Régio. Já em 11 de julho de 1527 Dom João III concedera-lhe que as rendas que tinha no Mosteiro de São João de Tarouca fossem arrecadadas da "maneira" que se arrecadavam as rendas do Rei.
Teve o seu nome proposto para Bispo de São Tomé juntamente com a solicitação ao Papa Clemente VII da ereção da Diocese, em 20 de maio de 1532. Em 31 de janeiro de 1533, foi expedida a primeira Bula, confirmando que Diogo Ortiz seria o seu bispo. Mas, com a morte de Clemente VII, foi necessário expedir nova Bula, do Papa Paulo III, de 3 de novembro de 1534, confirmando o bispado. Não se sabe da sua consagração, mas sabe-se que não chegou a ir para as ilhas de São Tomé e Príncipe. Durante a sua prelazia, outorgou à Sé sua primeira constituição diocesana.
Em 3 de agosto de 1540, Dom João III propô-lo como bispo de Ceuta, sendo confirmado pela Bula Gratie diuine premium de 24 de setembro do mesmo ano. Também não chegou a viajar para a Sé, continuando como comendatário dos Mosteiros de São João de Tarouca e de Santa Maria de Cárquere.
Morreu em Lisboa em 4 de julho de 1544 e foi sepultado na Igreja da Trindade.